# Olivier Maradan
Olivier Maradan OFMCap (* 11. Oktober 1899 in Ecuvillens; † 5. Februar 1975 in Lausanne) war ein Schweizer Geistlicher und Kapuziner.

## Leben
Der Sohn des Primarlehrers Fridolin und von Léontine geborene Chavaillaz besuchte das Gymnasium bei den Kapuzinern in Stans. 1918 trat er in Luzern in den Kapuzinerorden ein. Nach der Priesterweihe 1925 wurde er 1926 Missionar auf den Seychellen. Von 1934 bis 1936 studierte er Schulmanagement in London. Nach der Rückkehr 1936 auf die Seychellen wurde er dort Rektor der Missionsschulen. 1937 wurde er von Papst Pius XI. zum Bischof von Port Victoria auf den Seychellen ernannt und im selben Jahr in Freiburg im Üechtland geweiht. 1973 trat er zurück und kehrte in die Schweiz zurück.